# 迈克尔·艾克曼
迈克尔·艾克曼（英語：Michael Aikman，1933年9月9日—2005年2月16日），澳大利亚男子赛艇运动员。他曾代表澳大利亚参加1956年夏季奥林匹克运动会赛艇比赛，获得男子八人单桨有舵手铜牌。